# Gram

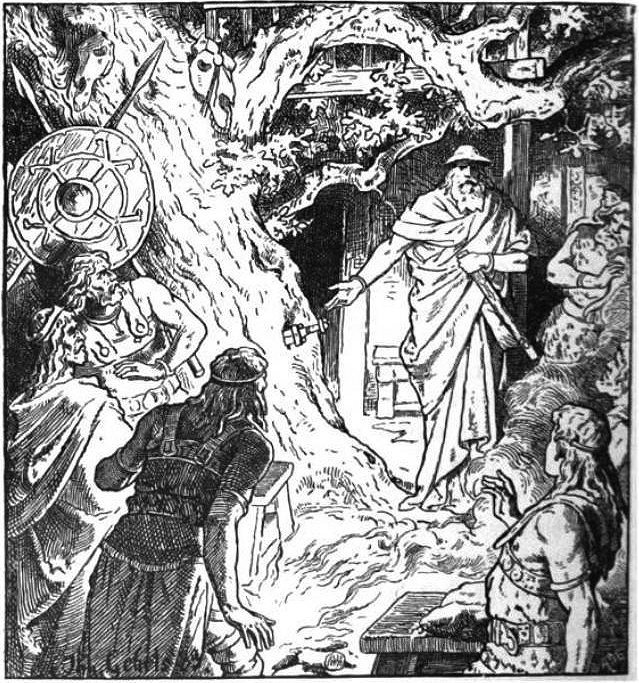
Johannes Gehrts: Sigmund kardja (1889)

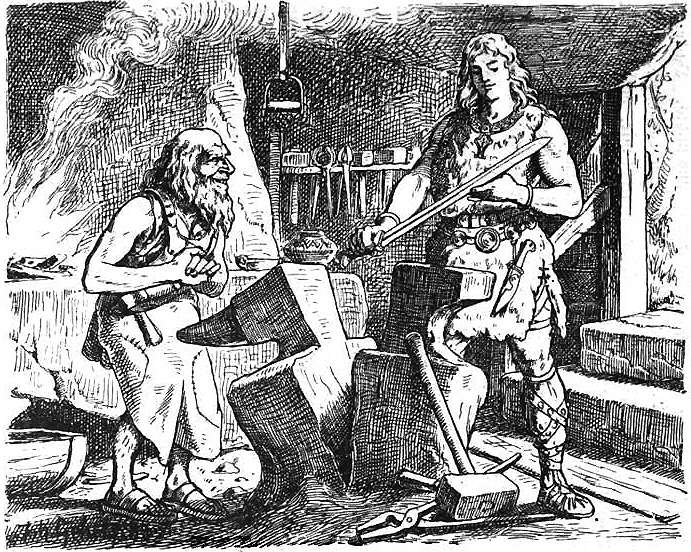
Johannes Gehrts: Szigurd kipróbálja a Gram kardot (1901)

Gram (jelentése: „zord”) egy kard a skandináv mitológiában. Eredetileg Odin döfte bele a kardot egy fába, azzal, hogy azé legyen, aki ki tudja azt húzni belőle. (Hasonlóság az Excaliburhoz).  Sigmund volt az, akinek sikerült kihúznia. Később, egy harc alkalmával szintén Odin volt az, aki összetörte a kardot, s ezzel elősegítette Sigmund halálát. A törött kardot fia, Szigurd örökölte. Regin törpe újjákovácsolta a darabokat, s Szigurd ezzel a karddal öli meg Fafnirt, a sárkányt.
Regin így örvendezik Fafnir halálán:
Szilajul örvendj, Szigurd,

fényes tetted nyomán,

töröld Gramot a fűbe;

fivéremre mértél

halálos csapást,

sikered segítője voltam.

## Fordítás
- Ez a szócikk részben vagy egészben  a   Gram (mytologi) című svéd Wikipédia-szócikk fordításán alapul.  Az eredeti cikk szerkesztőit annak laptörténete sorolja fel. Ez a jelzés csupán a megfogalmazás eredetét és a szerzői jogokat jelzi, nem szolgál a cikkben szereplő információk forrásmegjelöléseként.
- Ez a szócikk részben vagy egészben  a   Gram (mythology) című angol Wikipédia-szócikk fordításán alapul.  Az eredeti cikk szerkesztőit annak laptörténete sorolja fel. Ez a jelzés csupán a megfogalmazás eredetét és a szerzői jogokat jelzi, nem szolgál a cikkben szereplő információk forrásmegjelöléseként.